# 瑯嬌貓
瑯嬌貓，別名番貓，台灣恆春瑯嬌山原住民飼養的家貓，該原住民部落可能屬於瑯嶠十八社，最早記載於清朝，傳說中牠的叫聲能夠嚇退大範圍內的老鼠。

## 史料中的描述
「臺灣鳳邑之南，有山曰瑯嬌，相隔海面八十里，陸路不通。其地皆生番。番社有貓，雌雄眼，麒麟尾，虎斑色，大小一如常貓，惟長叫一聲，二十里之外，鼠皆遯去。余以二十金得一頭，試之果然。後與別貓亂種，則只能捕鼠，而不能避鼠矣」——翟灝，《臺陽筆記》〈閩海聞見錄〉
根據清朝官員翟灝記載，瑯嬌為高雄鳳邑以南的一座山，距海80里（約36公里）遠，當時沒有道路能通往瑯嬌山，瑯嬌的原住民有養貓。瑯嬌貓為雙色眼，體型與正常貓無異，尾巴為麒麟尾，毛色為虎斑色。瑯嬌貓的叫聲可以嚇跑20里內（約9公里）的老鼠。
翟灝以20金（當時貨幣單位）向原住民購入了一隻瑯嬌貓，測試後發現確實能嚇跑20里內的老鼠，但是之後翟灝讓瑯嬌貓和其他的貓雜交，其後代便失去了以叫聲嚇跑老鼠的能力。
「瑯嬌山，生番所居，產貓，形與常貓無異。惟尾差短，自尻至末，大小如一，咬鼠如神。名瑯嬌貓，又名番貓，頗難得」——朱仕玠，《小琉球漫誌》
清朝文人朱仕玠記載，瑯嬌貓除了尾巴以外，外表和一般家貓相同，此外，瑯嬌貓非常會捕鼠。

## 現代研究
目前飼養瑯嬌貓的原住民是哪一族目前已不可考，但根據記載的地區，可能是排灣族或卑南族。此外，從外表判斷，瑯嬌貓的原型可能是台灣特有種石虎或基因缺陷導致麒麟尾（尾巴變形短小）的貓。

## 現代二次創作
作家何敬堯於其著作《妖怪臺灣：三百年島嶼奇幻誌‧妖鬼神遊卷》中提到，「瑯嬌貓一眼碧綠、一眼晶藍，是陰陽眼，據說深夜能辨鬼物」，意思是瑯嬌貓能看見鬼魅妖怪等超自然生物，這點在翟灝或朱仕玠的紀錄中都沒有見到相對說法，而民間雖然確實存在有異色瞳的貓也會有陰陽眼的傳說，不過兩者並沒有絕對的關係。

### 媒體衍生內容
2017年2月20日，欣傳媒（XinMedia）於其網站上發布文章〈【妖怪台灣】臺灣妖怪No.2：瑯嬌靈貓〉，裡面的圖片由何敬堯提供；欣傳媒另外也在2月13日發布文章〈【妖怪台灣】臺灣妖怪No.1：鯊鹿兒〉，在3月1日發布文章〈臺灣妖怪No.3木龍：船精靈〉。
2023年4月2日，曾參與出版壽山動植物圖鑑的楊吉壽於個人網站上分享瑯嬌貓的照片，並於內文中寫道「台灣妖怪第二瑯嬌貓」，4月3日，新聞媒體跟進報導該則新聞。